# ويليام جورج كلارك
ويليام جورج كلارك هو سياسي كندي، ولد في 1 أكتوبر 1865 في كندا، وتوفي في 18 يناير 1948 في فريدريكتون في كندا. حزبياً، نشط في الحزب الليبرالي الكندي. وقد انتخب Lieutenant Governor of New Brunswick ‏ وانتخب عضو مجلس العموم الكندي.